# Sabiote
Sabiote – gmina w Hiszpanii, w prowincji Jaén, w Andaluzji, o powierzchni 112,19 km². W 2011 roku gmina liczyła 4229 mieszkańców.